# Jørgen Scheel (1718-1786)
 For alternative betydninger, se Jørgen Scheel. (Se også artikler, som begynder med Jørgen Scheel)
Jørgen lensgreve Scheel (5. januar 1718 på Gammel Estrup – 5. marts 1786 sammesteds) var en dansk lensgreve, gehejmeråd og godsejer. Jørgen Scheel var søn af den første greve i slægten, Christen Scheel og Augusta von Winterfeldt.

## Karriere
Allerede som 23-årig udnævntes han til assessor i Højesteret. Året efter, i 1742, fik han titel af kammerherre. I 1749 ridder af Dannebrog og 1757 modtog han ordenen de l'Union Parfaite. 1758 blev han gehejmeråd og 1761 udnævntes han til hofmester hos arveprins Frederik. Han forblev i denne stilling indtil arveprinsens giftermål i 1774. Samme år blev han overstaldmester hos kong Christian 7. Han havde desuden 1765 fået titel af gehejmekonferensråd og fik 1774 elefantordenen. Fra 1764-1780 var han medlem af Overskattedirektionen, 1777-1784 medlem af direktionen for Veterinærskolen og 1764-1782 patron for Roskilde Kloster.

## Godsejer
Efter sin fader havde han arvet Grevskabet Scheel, Stamhuset Gammel Estrup samt godserne Ulstrup, Hemmestrup, Viskum og Østergaard, men på grund af dårlig økonomi måtte han 1749 sælge Hemmestrup og Viskum samt 1754 Østergaard og Skovgaard. Til bygningernes forskønnelse på sine godser anvendte han betydelige beløb, ligesom han, der ansås for en stor hippolog, med store omkostninger oprettede et stutteri på øen Hjelm ud for Ebeltoft.
Jørgen Scheel havde 16. januar 1740 ægtet Lucie von Thienen (1718-1743). To år efter dennes død ægtede han 12. maj 1745 Charlotte Louise Scheel von Plessen (1720-1801).